# SSS群島

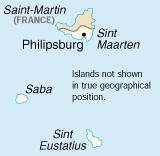
从上到下荷屬聖馬丁、薩巴島和聖尤斯特歇斯

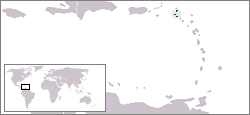
SSS群島在加勒比地區的位置

18°01′00″N 63°02′00″W / 18.0167°N 63.0333°W
SSS群島或3S群島（荷蘭語：SSS-eilanden），又称向风群岛（Bovenwindse Eilanden），是加勒比海背風群島的一部分，位於背風群島北部，由薩巴島（Saba）、聖尤斯特歇斯島（Sint Eustatius）和荷屬聖馬丁（Sint Maarten）3個島嶼組成，總面積68平方公里，2001年人口35,846。
荷屬聖馬丁位於聖馬丁島的南邊，於北部的法屬聖馬丁（法國海外集體的一員）比鄰。
其他類似的用法還有ABC群島（包含阿魯巴、博奈尔及古拉索），以及BES群島（包含博奈爾、圣尤斯特歇斯以及薩巴）。以上各島在都在不同的歷史屬於荷屬安的列斯的一部分。

## 歷史
聖馬丁島於1648年分裂成南部荷屬及北部法屬兩部分。荷屬部分於1818年拿破崙戰爭領土歸還後成爲圣尤斯特歇斯及屬地（Sint Eustatius en Onderhorigheden）一部分。1828年以古拉索及屬地（Curaçao en Onderhorigheden，ABC群島的一部分）的一部分併入荷屬蘇里南，由巴拉馬利波管治。1845年，SSS群島又脫離荷屬蘇里南，歸入古拉索及屬地，以威廉斯塔德爲首府。1952年，所有加勒比荷屬領土組成荷屬安的列斯，各島各自設立島嶼議會管治，但SSS島除外。該三島（荷屬部分）在1983年4月1日前統一受向風群島議會管治。

## 另見
- 荷屬加勒比
- ABC群島
- BES群島